# Хунич, Йожеф
Йо́жеф Ху́нич (венг. József Hunics; 10 марта 1936, Рацкерестур — июль 2012) — венгерский гребец-каноист, выступал за сборную Венгрии во второй половине 1950-х годов. Бронзовый призёр летних Олимпийских игр в Мельбурне, чемпион Европы, победитель многих регат национального и международного значения.

## Биография
Йожеф Хунич родился 10 марта 1936 года в деревне Рацкерестур, медье Фейер. Активно заниматься греблей начал в с раннего детства, проходил подготовку в Будапеште, состоял в столичном спортивном клубе «Будапешт Хонвед».
Первого серьёзного успеха на взрослом международном уровне добился в 1956 году, когда попал в основной состав венгерской национальной сборной и благодаря череде удачных выступлений удостоился права защищать честь страны на летних Олимпийских играх в Мельбурне. Вместе с напарником Имре Фаркашем в двойках на десяти километрах занял третье место и завоевал тем самым бронзовую олимпийскую медаль, проиграв только экипажам из СССР и Франции.
После мельбурнской Олимпиады Хунич остался в основном составе гребной команды Венгрии и продолжил принимать участие в крупнейших международных регатах. Так, в 1957 году он побывал на чемпионате Европы в бельгийском Генте, откуда привёз награду бронзового достоинства, выигранную в зачёте двухместных каноэ на дистанции 1000 метров. Два года спустя выступил на европейском первенстве в немецком Дуйсбурге, где стал чемпионом в двойках на тысяче метрах и серебряным призёром в двойках на десяти тысячах метров. Вскоре по окончании этих соревнований принял решение завершить спортивную карьеру, уступив место в сборной молодым венгерским гребцам.
Умер в июле 2012 года из-за продолжительной болезни.